# التمثال (فلم)
التمثال: أرارومير (بالإنجليزية: The Figurine: Araromire) هُو فيلم إثارة خارق نيجيري صدر سنة 2009. سيناريو الفيلم من كتابة كيمي أديسوي، فيما أنتجه وأخرجه المُخرج النيجيري كانلي أفولايان. الفيلم من بطولة كل من كانلي أفولايان ورمزي نواه وأوموني أوبولي.
يروي الفيلم قصة صديقين يعثُران على تمثال صوفي في ضريح مهجور في الغابة أثناء خدمتهما في أحد المُعسكرات الخاصة بفيلق خدمة الشباب الوطنية (بالإنجليزية: National Youth Service Corps). يُقرر أحد هؤلاء أخذ التمثال معه إلى منزله. التمثال غير معروف لهم، فهو من الإلهة «أرارومير» التي تمنح سبع سنوات من الحظ السعيد لأي شخص يصادفه، وبعد انقضاء السبع سنوات، تبدأ فترة سبع سنوات أُخرى من سوء الحظ. تبدأ حياة الصديقين في التغير إلى الأبد، حيث أصبحا رجال أعمال ناجحين وأثرياء. لكن بعد سبع سنوات، بدأت الأمور تتغير نحو الأسوأ.
جاءت الفكرة الأصلية لفيلم إثارة مُنذ فترة طويلة من كونلي أفولايان نفسه وجوفي بابس وكان من المقرر أن يكون الفيلم بعُنوان «مزار» (بالإنجليزية: Shrine). استغرقت عملية كتابة السيناريو تسعة أشهر، تلتها مرحلة التطوير التي دامت خمس سنوات. تنوعت مواقع تصوير الفيلم ما بين مدينة لاغوس وولاية أوشون، وقد دامت عملية التصوير الرئيسي لمُدة ثلاثة أشهر.
عُرض الفيلم لأول مرة في دورة سنة 2009 من مهرجان روتردام السينمائي الدولي، وقد حظي بإشادة واسعة من النقاد. رُشح الفيلم لنيل 10 جوائز في حفل توزيع جوائز الأكاديمية الأفريقية للأفلام السادس، نال 5 منها في الأخير. هذه الجوائز هي جائزة أفضل فيلم وجائزة قلب أفريقيا وجائزة أفضل مُؤثرات بصرية وجائزة أفضل تصوير سينمائي وجائزة أفضل مُمثل في دور رئيسي. في 31 يوليو 2014، صدر كتاب بعنوان (بالإنجليزية: Auteuring Nollywood: Critical Perspectives on The Figurine)، وهذا الأخير يحمل في طياته شرحا مُفصلا وتحليلا أكاديميا للأحداث في الفيلم، وقد حظي هذا الكتاب بترحيب وبمُراجعات إيجابية. اعتُمد الفيلم واستُعمل كموضوع للدراسات التربوية في قسم الفنون في بعض المؤسسات العُليا.

## روابط خارجية
مقالات تستعمل روابط فنية بلا صلة مع ويكي بيانات